# Paramenthus
Genre
Paramenthus est un genre de pseudoscorpions de la famille des Menthidae.

## Distribution
Les espèces de ce genre se rencontrent au Moyen-Orient.

## Liste des espèces
Selon Pseudoscorpions of the World (version 3.0) :
- Paramenthus nanus Mahnert, 2007
- Paramenthus shulovi Beier, 1963

## Publication originale
- Beier, 1963 : Die Pseudoscorpioniden-Fauna Israels und einiger angrenzender Gebiete. Israel Journal of Zoology, vol. 12, p. 183-212.